# Carl Friderich
Carl Friderich (* 3. November 1816 in Durlach; † 23. August 1894 ebenda) war von 1872 bis 1884 ehrenamtlicher Bürgermeister von Durlach und Mitglied des Deutschen Reichstags.

## Leben und Wirken
Friderich was entstammte einer Gastwirtsfamilie und wurde 1850 in die zweite badische Kammer gewählt. 1874 wurde er als nationalliberaler Kandidat im Wahlkreis Großherzogtum Baden 9 (Ettlingen – Durlach – Pforzheim) in den Deutschen Reichstag gewählt, dem er bis 1877 angehörte.

## Ehrungen
Entlang der Tiefentalstraße in Durlach ist ihm ein Gedenkstein gewidmet, der um 1900 aufgestellt wurde.